# Muzeum Bedřicha Smetany w Pradze
Muzeum Bedřicha Smetany – muzeum w Pradze, które poświęcone jest życiu i twórczości słynnego kompozytora Bedřicha Smetany (1824–1884). Jest usytuowane w centrum Pragi w małym bloku budynków tuż obok Mostu Karola, na prawym brzegu rzeki Wełtawy na Starym Mieście (Novotného lávka 1, 110 00 Praha 1).
W budynek, który niegdyś był własnością Praskiej Spółki Wodnej, muzeum mieści się od 1936. Jest to wielki budynek w stylu renesansowym. Główna część muzealnych eksponatów znajduje się na pierwszym piętrze. Górne piętra domu zawierają materiały archiwalnych dotyczące Smetany.